# Черты (Молодечненский район)
Черты (бел. Чарты́) — деревня в Молодечненском районе Минской области Беларуси. В составе Чистинского сельсовета.

## География
Пролегает дорога Н-22821.
Ближайшие населённые пункты Мозоли, Осовец, Ревяки и др.

## История

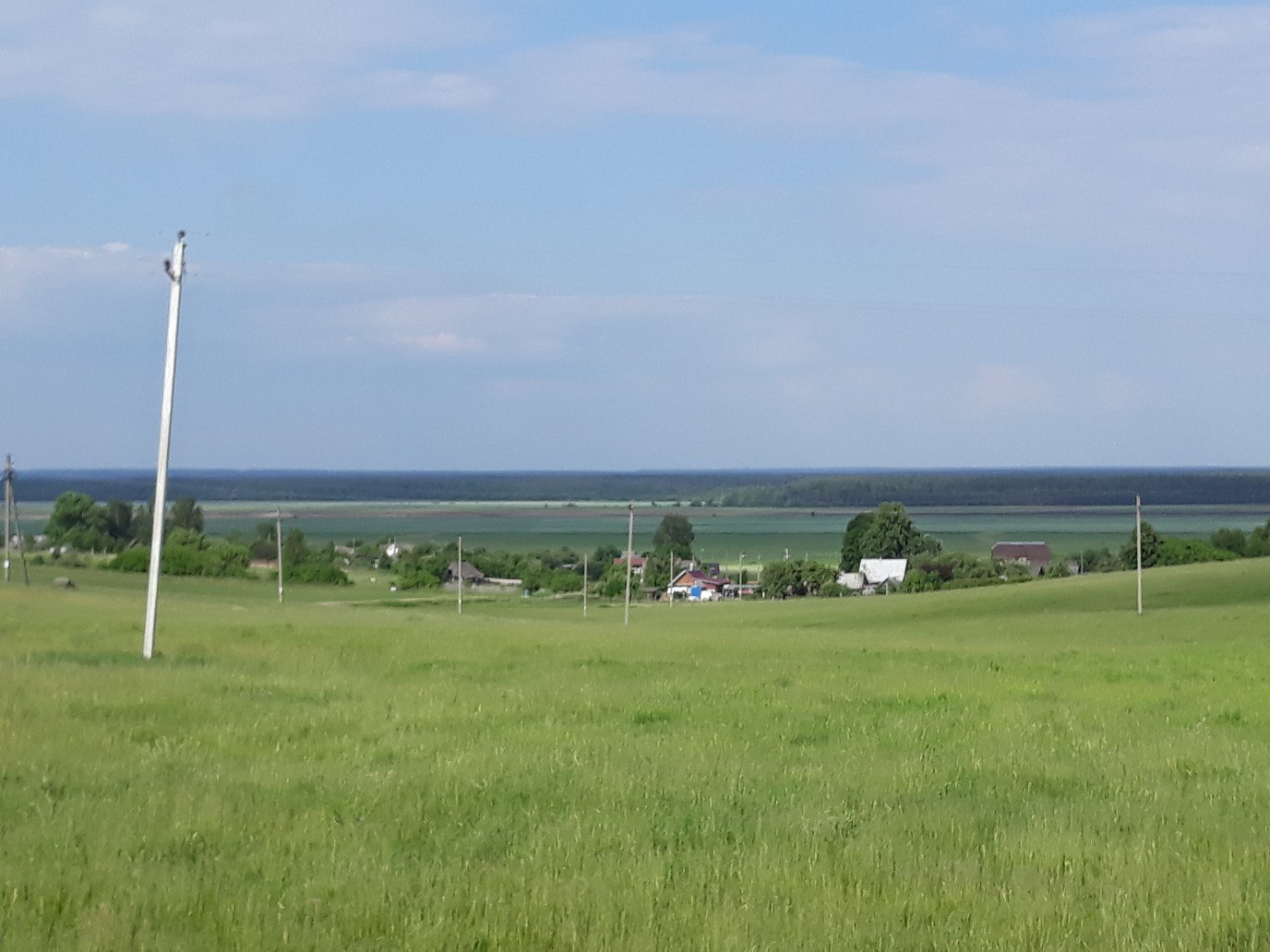

В 1905 году в Красносельской волости Вилейского уезда Виленской губернии Российской империи.
С 1921 года деревня в составе Польской Республики, Виленского воеводства, Вилейского повета, гмины Красное.
С 1939 года в БССР.

## Население

### Численность
- 2019 год — 29 жителей

### Динамика
- 1921 год — 161 жителей, 27 дворов[5]
- 1931 год — 177 жителей, 30 дворов[6]
- 1999 год — 41 жителей (перепись населения)
- 2009 год — 22 жителей (перепись населения)[3]
- 2019 год — 29 жителей (перепись населения)